# Мингун
Мингун (бирм. မင်းကွန်းမြို့) — город в округе Сикайн, Мьянма, находится в 11 км вверх по реке Иравади от города Мандалай по другую сторону реки.
Был резиденцией королей, в городе сосредоточено немало достопримечательностей. Активно посещается туристами.
Поражает воображение недостроенная ступа Мингун-Пайя, строительство которой начал царь Бодопая в 1790. Ступа строилась много лет, но не была завершена, так как астрологи предсказали, что царь умрёт сразу после окончания строительства, и стройка прекратилась в 1813. По другим версиям строительство оборвалось из-за нехватки средств. Планировалось довести высоту ступы до 150 м, это была бы самая большая ступа в мире. Однако после смерти короля в 1819 стройка так и не возобновилась, а землетрясение 23 марта 1839 г. разрушило недостроенную ступу, и до сих пор сохранились трещины. Пагода была построена только на одну треть.
Небольшая пагода Пондо-Пайя представляет собой уменьшенную модель Мингун-Пайя, какой она должна была выглядеть по изначальному плану.

Тот же король Бодопайя соорудил гигантский колокол, который весит 90 тонн, уступая только Царь-Колоколу в Москве. Бирманцы гордятся, что их колокол, в отличие от московского, звонит. В бирманских мерах вес колокола составляет 55555 тикалов, что пишется «Min Mhu Mhan Mhan Pyaw», буквы M и P представляют число 5 в бирманской астрологии и нумерологии.
Пагода Синбьюме-Пайя построена с особым изяществом, включает многоярусную галерею с малыми пагодами-башенками и символизирует космогоническую структуру мироздания. Пагода построена в 1816, она также была разрушена землетрясением, но её восстановил король Миндон в 1874.
Пагода Сеттавья-Пайя в том же стиле, что и Синбьюме-Пайя хранит след Будды, построена в 1811.
В Мингуне имеется также женский монастырь, где ухаживают за престарелыми, расположенный непосредственно около исторической части города, поэтому в пагодах можно встретить много монахинь.
В конце февраля-начале марта в Мингуне проводится фестиваль натов (природных духов).

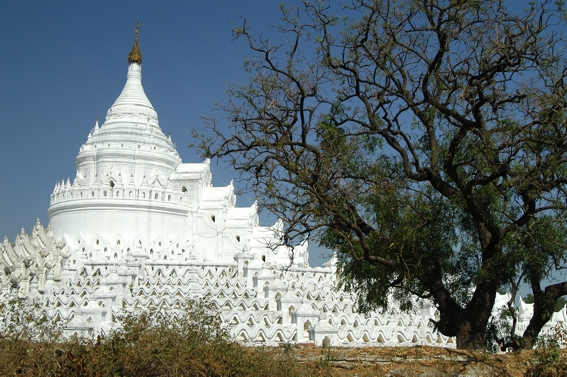
Пагода Синбьюме-Пайя
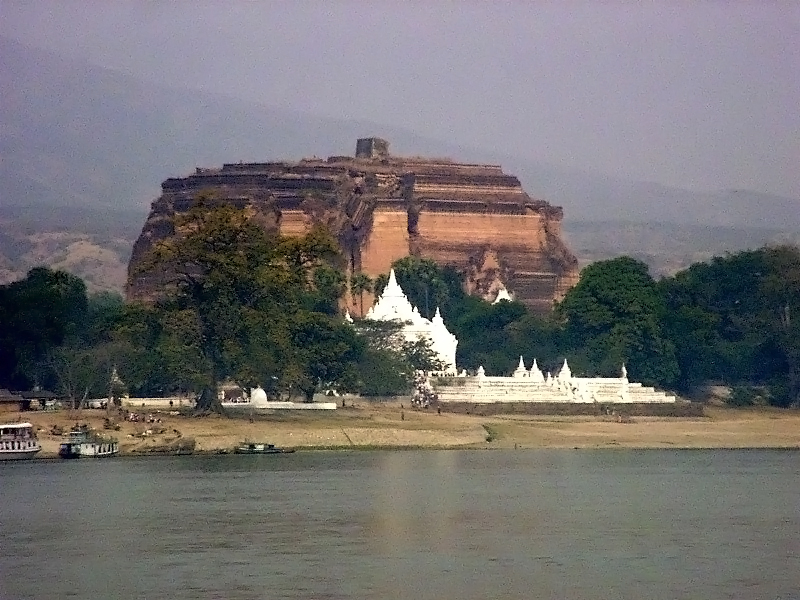
Вид на Мингун с реки Иравади
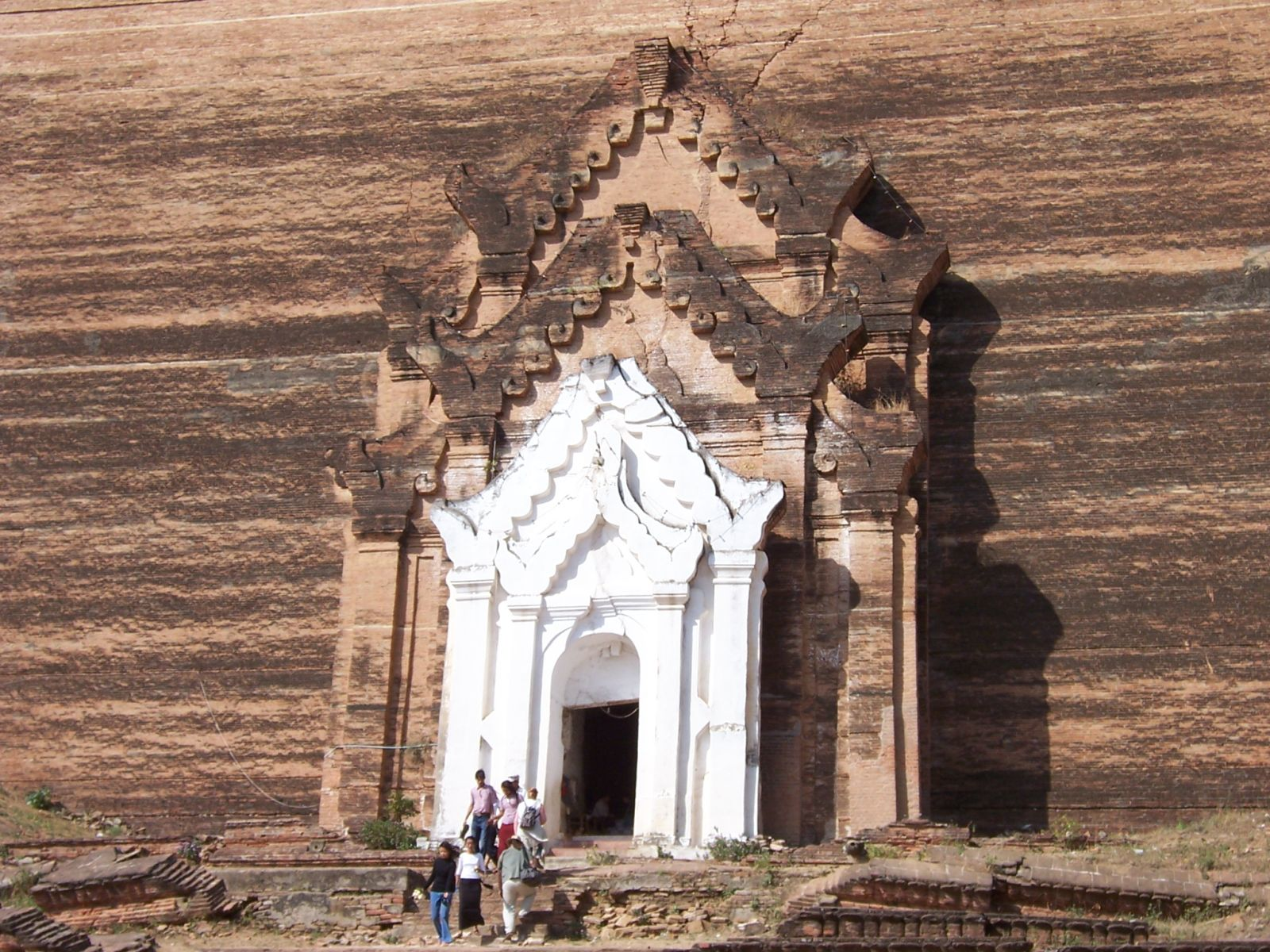
Вход в неоконченную ступу в Мингуне
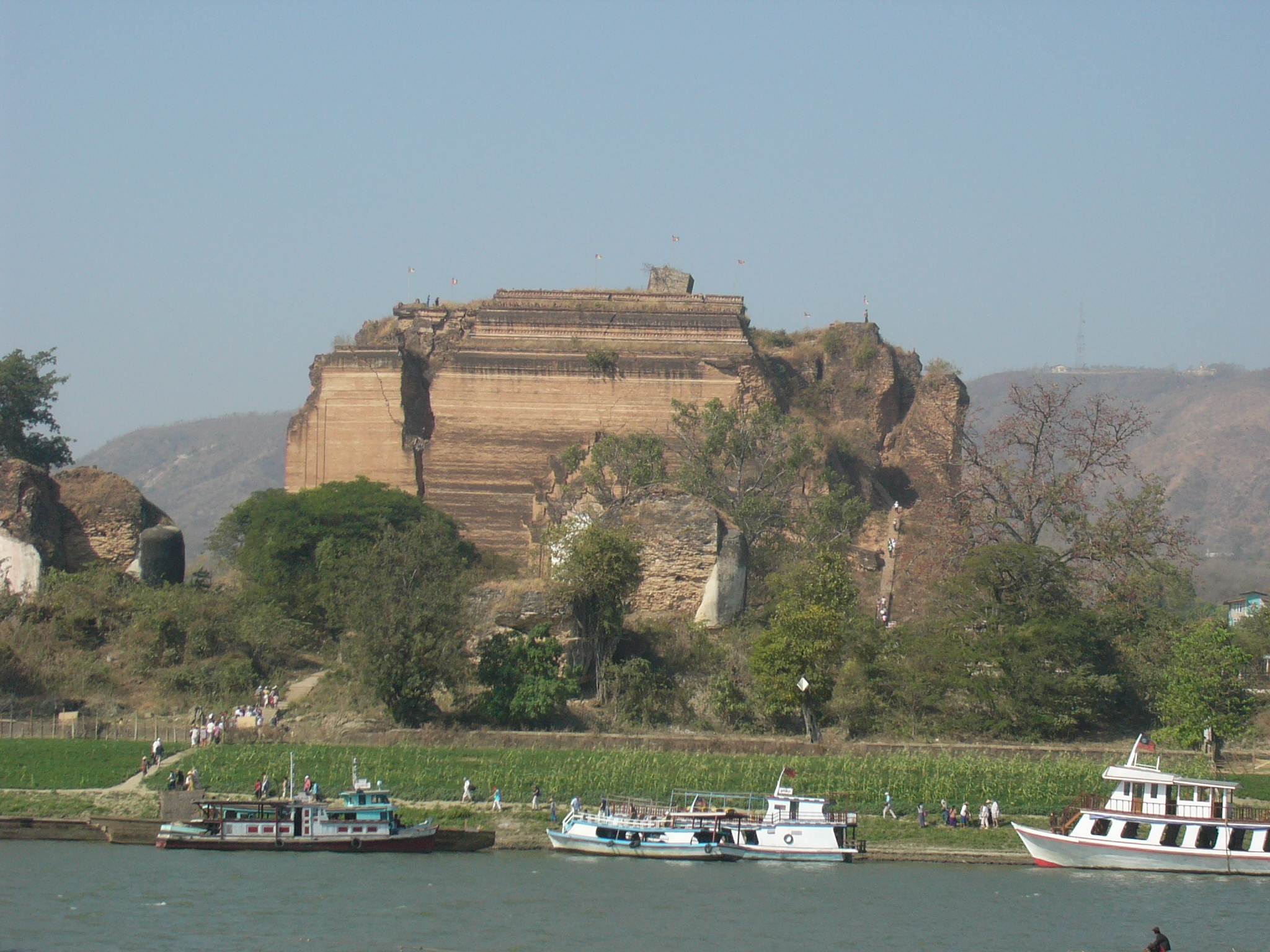
Неоконченная ступа в Мингуне
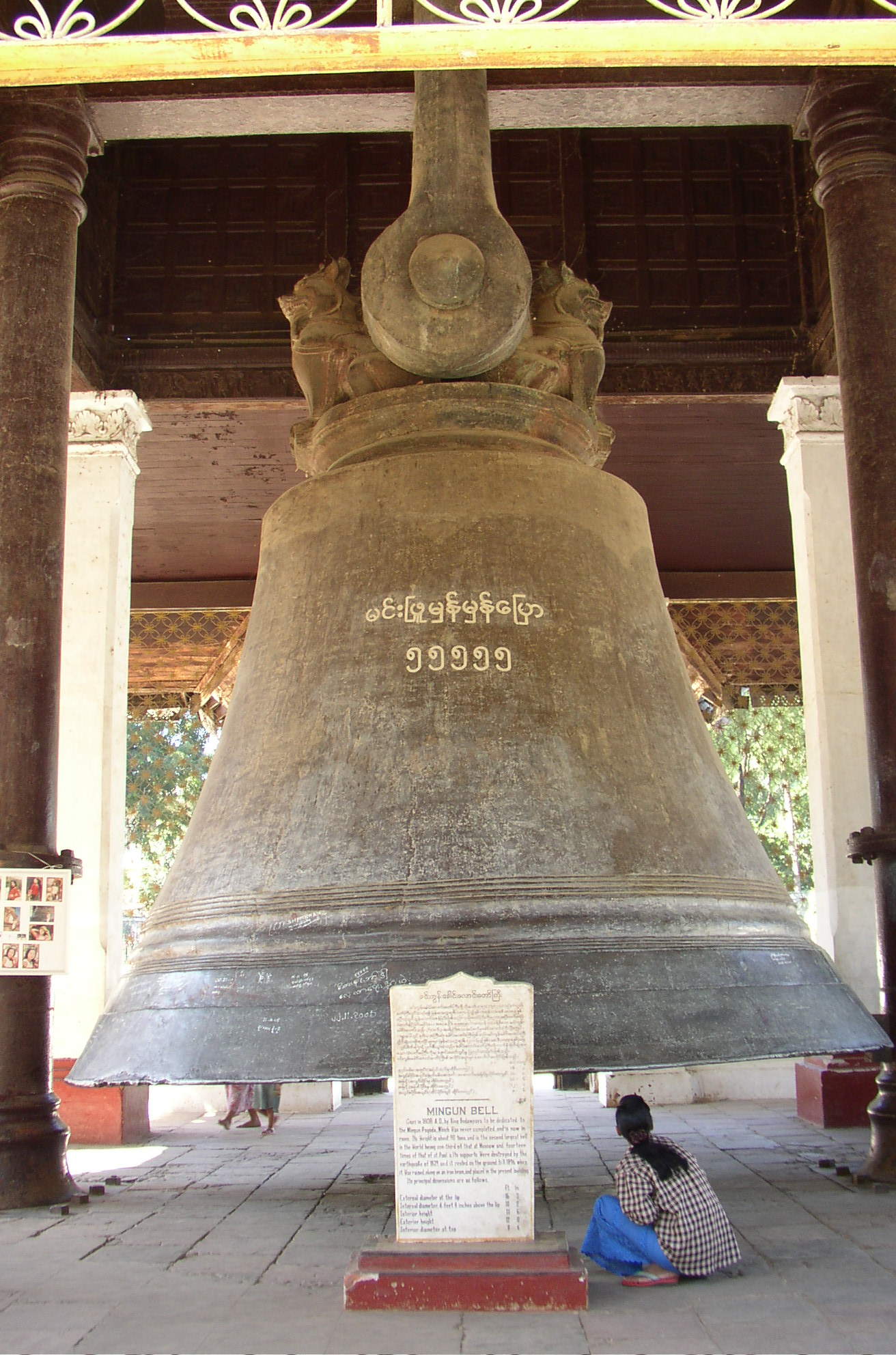
Колокол в Мингуне